# Anthopterus
Anthopterus es un género  de plantas fanerógamas perteneciente a la familia Ericaceae.  Comprende 20 especies descritas y de estas, solo 12 aceptadas.  Se distribuye desde Costa Rica al NE. Perú. 

## Descripción
Son arbustos de hábitos terrestres o epifíticos. Hojas alternas, subopuestas, o verticiladas, perennes, pecioladas, plinervias o pinnatinervias, los márgenes enteros. Inflorescencias axilares, racemosas; bráctea floral 1, generalmente pequeña e inconspicua; pedicelos continuos con el cáliz; bractéolas 2, basales. Flores 5-meras, sin aroma, la estivación valvada; cáliz sinsépalo, el tubo 5-alado opuesto a los senos, el limbo suberecto; corola simpétala, subcilíndrica, cilíndrico-urceolada o subglobosa, anchamente 5-alada opuesta a los lobos, delgadamente carnosa; estambres 10, iguales, casi del largo de la corola; filamentos distintos o la base ligeramente connata, iguales, los conectivos sin espolones; anteras iguales, el tejido de desintegración ausente, las tecas lisas, los túbulos 2, distintos, generalmente más largos que las tecas, dehiscentes por hendiduras alargadas; polen sin hilos de viscina; ovario ínfero. Frutos en bayas; semillas numerosas, pequeñas.

## Taxonomía
El género  fue descrito por William Jackson Hooker y publicado en Icones Plantarum 3: ad t. 243. 1839. species

## Especies aceptadas
A continuación se brinda un listado de las especies del género Anthopterus aceptadas hasta febrero de 2014, ordenadas alfabéticamente. Para cada una se indica el nombre binomial seguido del autor, abreviado según las convenciones y usos.
- Anthopterus costaricensis Luteyn
- Anthopterus cuneatus A.C.Sm.
- Anthopterus ecuadorensis Luteyn
- Anthopterus gentryi Luteyn
- Anthopterus molaui (Luteyn) Luteyn
- Anthopterus oliganthus A.C.Sm.
- Anthopterus pterotus (A.C.Sm.) Luteyn
- Anthopterus racemosus Hook.
- Anthopterus revolutus (Wilbur & Luteyn) Luteyn
- Anthopterus schultzeae (Sleumer) Luteyn
- Anthopterus verticillatus Luteyn
- Anthopterus wardii Ball